# Нахичеванский экономический район

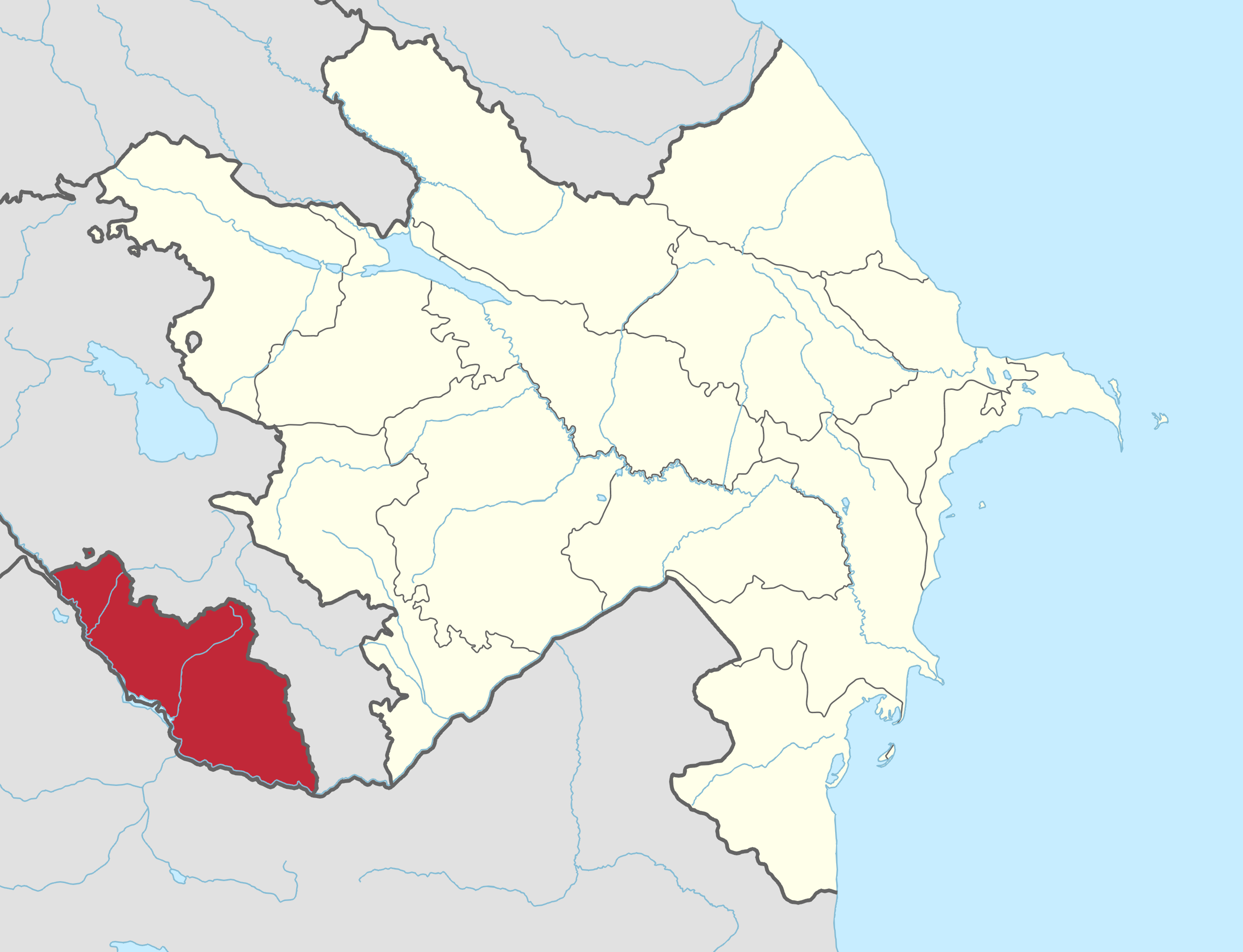
Нахичеванский экономический район (закрашен красным)

Нахичеванский экономический район (азерб. Naxçıvan iqtisadi rayonu) — один из 10 экономических районов Азербайджана. Включает Нахичеванскую Автономную Республику (анклав Азербайджана, отделённый от основной части и окружённый Турцией, Ираном и Арменией). В состав Нахичеванского экономического района входят город Нахичевань и административные районы — Бабекский, Ордубадский, Джульфинский, Садаракский, Шахбузский, Шарурский, Кенгерлинский.

## Общие сведения
Площадь — 5500 км² (составляет 6 % от общей площади республики). Население — 439,8 тыс. чел. (на начало 2015 года).
В 2022 году в районе действовало 9 066 субъектов малого и среднего бизнеса, в 2023 году — 10 124.

## Промышленность
В районе действует Аразская ГЭС. Развитая промышленность и многоотраслевое сельское хозяйство.
Добыча: молибден, полиметаллы, каменная соль, доломит, мрамор, строительные материалы (травертин, камень-кубик, гипс).
Производство: в основном лёгкая и пищевая промышленность.
1. Предприятиям лёгкой промышленности: швейные, ткацкие, ковроткаческие, трикотажные предприятия, электротехника, предприятия по производству алюминиевой посуды, мебели, ремонту автомобилей являются ведущими объектами промышленности. Также действуют заводы по производству железобетонных конструкций, облицовочных материалов, карьеры по добыче песка и щебня.
2. К предприятиям пищевой промышленности относятся консервные заводы, заводы табачной ферментации, розлива минеральных вод, рыбный завод.

### Сельское хозяйство
Отрасли сельского хозяйства: виноградарство, табаководство, выращивание фруктов и пшеницы. Также в районе выращивают сахарную свеклу, хну, овощи, цветы. Для орошения земледельческих участков используются водохранилища, созданные на реке Араз и её притоках. Основными направлениями животноводства являются мясо-молочное скотоводство, мясо-шерстное и молочное овцеводство, пчеловодство.

## Инфраструктура
Социально-культурная инфраструктура: научные учреждения Национальной Академии Наук Азербайджана, общеобразовательные, профессиональные, музыкальные школы, объекты культуры и просвещения, здравоохранения, музеи, а также большое количество исторических памятников.

## См.также
- Административно-территориальное деление Азербайджана

## Внешние ссылки
- Экономическая карта Азербайджана
- Государственная Программа социально-экономического развития регионов Азербайджанской Республики (2004-2008 гг.)
- Анализ и оценка хозяйственных комплексов экономических районов Азербайджана Статья опубликована в журнале «Российское предпринимательство» № 10 Вып. 1 (193) за 2011 год, стр. 169-174.
- Регионы Азербайджана
- Экономико-географическое-демографическое деление Азербайджана